# Wilson Palacios
Wilson Roberto Palacios Suazo (La Ceiba, Honduras; 29 de julio de 1984) es un exfutbolista hondureño nacionalizado Británico  que jugaba de mediocampista. Desarrolló su carrera en Honduras, Inglaterra y Estados Unidos.

## Biografía
Nació en la ciudad puerto de La Ceiba, República de Honduras. Wilson Palacios proviene de una familia estrictamente futbolera. Como pocos en el mundo del fútbol, este jugador ha tenido la oportunidad de participar junto a sus hermanos: Milton José, Jerry Nelson, y Johnny Palacios Suazo en el Club Deportivo Olimpia. Destaca notablemente en su carrera futbolística ser considerado en su momento como el fichaje más jugoso de un jugador hondureño al extranjero.

## Vida privada
Palacios es el hermano de Milton, Jerry, Johnny y Edwin. El 30 de octubre de 2007, su hermano Edwin, que entonces tenía 14 años, fue secuestrado por cinco hombres armados de la casa familiar en La Ceiba. En noviembre de 2007, la familia pagó un rescate de £125,000 y se informó que Edwin había sido liberado, pero esto resultó no ser cierto. En enero de 2009, la madre de Palacios hizo un llamado televisado a los secuestradores para que se comunicaran con la familia, expresando su necesidad de saber si Edwin todavía estaba vivo, sus temores de que el gran traspaso de Palacios al Tottenham solo fortalecería las demandas de los secuestradores y una solicitud de ayuda a las autoridades británicas. Ella enfatizó que el equipo de Palacios recibió el dinero de la transferencia, pero el jugador solo recibió su salario, y que la situación de la familia era angustiosa para él.
El 8 de mayo de 2009, después de una confesión de dos líderes de la pandilla 18th Street, la policía encontró un cuerpo en el municipio de El Paraíso que creían que eran los restos de Edwin. Palacios regresó a Honduras al día siguiente en licencia por razones humanitarias. El 28 de mayo se confirmó que el cuerpo era el de Edwin, y su funeral se llevó a cabo al día siguiente en La Ceiba. El 30 de mayo, a pesar de su pérdida, Wilson Palacios se unió al equipo nacional para entrenar en preparación para los juegos de clasificación para la Copa Mundial contra los equipos nacionales de los Estados Unidos y El Salvador.[cita requerida]

## Trayectoria

### Olimpia
Con el equipo 'Merengue,' Wilson destacó y ganó varios títulos de la Liga Nacional. Entre estos títulos resalta el tricampeonato obtenido por el Olimpia desde el 2005 hasta el 2006. En los que se recuerda un golazo de media cancha al Marathon además del gol que le dio el tricampeontato ante el mismo Marathon. A nivel internacional, Wilson Palacios tuvo la oportunidad de participar con el Club 'Albo,' en los torneos de la Copa Interclubes de la UNCAF y posteriormente en los torneos clasificatorios de la Concacaf, rumbo al mundial.

### Birmingham

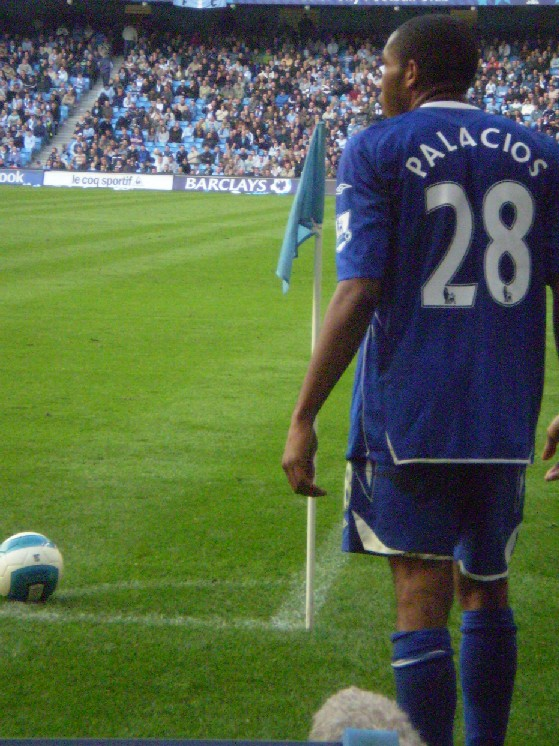
Wilson Palacios con el Birmingham City.

Por su demostrada capacidad en Liga Nacional, el nombre de Wilson Palacios sonó muy fuerte entre los distintos medios de comunicación de Honduras como uno de los jugadores con más posibilidades de triunfar en extranjero. La oportunidad de salir al exterior le salió el 14 de julio del 2007 cuando viajó con rumbo a Europa, para enrolarse en un período de prueba con el Estrella Roja de Belgrado. A pesar de haber pasado la prueba, Palacios no se quedó con el club serbio, debido al alto costo de su ficha. 
Posteriormente, el jugador se fue a prueba con el Mónaco de Francia, donde también convenció, pero tampoco se quedó. Esta situación lo llevó a probar suerte con el Arsenal de Inglaterra donde demostró sus cualidades. Por esta razón el técnico de ese club, Arsène Wenger, se lo recomendó al director técnico Steve Bruce del Birmingham City Football Club. En este club, Palacios finalmente logró un contrato de prueba por 6 meses. 
El 5 de septiembre del 2007, Wilson Palacios hizo su debut no-oficial, en contra del Kidderminster de la 3.ª división del fútbol de Inglaterra. A este club, los 'Blues' lo vencieron por 6-0. Durante el encuentro también debutaron junto a Palacios: Mohammed Kallon ex-Inter de Milán, el español Borja Oubin, traspasado del Celta de Vigo, y el brasileño Rafael Schmitz.
El sábado 22 de septiembre, Wilson Palacios hizo su debut oficial con la camisa de los 'Blues', jugando de visitante en contra del Liverpool ante unos 44,000 espectadores. Palacios fue sustituido al minuto 68, luego de una más que aceptable participación en un juego que terminó con un empate a cero goles. Al final del encuentro, el técnico Steve Bruce comentó: "Palacios debe ser el primer hondureño en hacer su debut en contra de Steven Gerrard, él recordará eso" y luego añadió, "yo pensé que él se vio un jugador decente", haciendo referencia al rendimiento del volante en la cancha.
El siguiente partido oficial de Wilson Palacios fue en contra del Manchester United, el 29 de septiembre del 2007. En ese encuentro, Palacios entró al minuto 70 en sustitución de Fabrice Muamba. El encuentro finalizó 0-1 en favor del Man U en el St. Andrews Ground y ante más de 26,000 espectadores. 

### Wigan
A media temporada, el entrenador Steve Bruce salió del Birmingham y pasó al Wigan Athletic. Esta salida, provocó que el nuevo entrenador del Birmingham City Football Club, Alex McLeish, no tomara en cuenta a Wilson Palacios y en enero del 2008, el jugador salió del Club, luego de que su contrato a préstamo expirara.
Por esta razón, el entrenador Steve Bruce solicitó a la directiva del Wigan la compra del catracho y fue así como Wilson pasó a formar parte de los 'Latics'. Con este equipo, Wilson Palacios firmó un contrato por 3 años y debutó el 12 de enero, en la victoria del Wigan sobre el Derby County por 1-0. Después de este partido, Wilson Palacios se convirtió en pieza fundamental del equipo dirigido por el técnico Bruce.      
A finales de abril, el Manchester United a través de su entrenador Alex Ferguson, divulgó a los medios de comunicación de Inglaterra su interés por Wilson Palacios. 
El 8 de mayo del 2008, el periódico The Sun reportó que Ferguson estaba listo para negociar a Palacios y llevárselo al Old Trafford. Pero la directiva del Wigan, anunció a los medios que Wilson solo saldría del club, sí el Man 'U' desembolsaba la cantidad de £8 millones. 
El último partido de la temporada (2007-2008) de Palacios fue precisamente contra el Man "U", que sirvió para la coronación del equipo de Alex Ferguson. A pesar de la derrota ante este poderoso equipo (0-2), Wilson fue catalogado por la prensa especializada como el mejor de su equipo. Otros de los méritos que el jugador se llevó durante el torneo fue haber sido elegido el segundo mejor jugador del equipo en todo el torneo. Así como el haber sido considerado pieza fundamental para que el equipo permaneciera en la Primera División de Inglaterra. Palacios finalizó su participación con el Wigan Athletic en la temporada 2008-09, habiendo jugado en 37 oportunidades.

### Tottenham

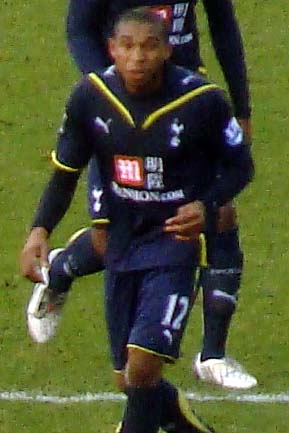
Wilson Palacios con el Tottenham Hotspur.

El 21 de enero de 2009 Palacios es traspasado al Tottenham Hotspur por una cifra de $19 millones, siendo el jugador más caro de Centroamérica y uno de los más caros de Concacaf. Luego de 65 apariciones y un gol con los Hotspurs, Palacios fue transferido al Stoke City por la suma de £8m, el 31 de agosto de 2011.

### Stoke City
Wilson Palacios se unió al Stoke City el 31 de agosto de 2011, firmando un contrato de 4 años junto a su compañero del Tottenham Hotspur, Peter Crouch. Aquel fichaje rondaba en la cantidad de £6 millones (unos €8 millones). Sin embargo su rendimiento bajó considerablemente, hasta el punto de no parecer un jugador profesional de fútbol, por lo cual recibió innumerables críticas [cita requerida]. Esto llevó a un portal influyente de Inglaterra a considerar a Palacios como el peor fichaje en la historia del Stoke City, por lo que consideraron la contratación de este jugador como una pérdida de tiempo y dinero, demostrando con su rendimiento que este medio estaba totalmente en lo cierto. Su contrato obviamente no fue renovado por el club.

## Selección nacional
Wilson Palacios ha participado en muchas oportunidades con las diferentes selecciones nacionales de Honduras.
En el 2004, Palacios fue partícipe de las eliminatorias olímpicas celebradas en Guadalajara, México, rumbo a los juegos olímpicos de Atenas en Grecia.
En esa ocasión, la selección de Honduras, dirigida por el técnico Edwin Pavón logró llegar a semifinales, la misma que perdió contra la selección de fútbol de Costa Rica por 0-2. 
Después de esta participación, Palacios vio acción con la selección mayor de Honduras en las eliminatorias rumbo a Alemania 2006, la Copa UNCAF del 2005, Copa de Oro de la Concacaf 2005 y  en la Copa UNCAF del 2007 celebrada en la república de El Salvador.
Palacios fue convocado entre los seleccionados para competir en el Mundial 2010 de Sudáfrica.
El 5 de mayo de 2014 se anunció que Palacios había sido convocado entre los 23 jugadores que disputarán la Copa Mundial de Fútbol de 2014 en Brasil con Honduras.

### Participaciones en Copas del Mundo
| Mundial                        | Sede      | Resultado      |
| ------------------------------ | --------- | -------------- |
| Copa Mundial de Fútbol de 2010 | Sudáfrica | Fase de grupos |
| Copa Mundial de Fútbol de 2014 | Brasil    | Fase de grupos |

## Clubes
| Club               | País           | Año         |
| ------------------ | -------------- | ----------- |
| Olimpia            | Honduras       | 2002 - 2007 |
| Birmingham City    | Inglaterra     | 2007 - 2008 |
| Wigan Athletic     | Inglaterra     | 2008 - 2009 |
| Tottenham Hotspur  | Inglaterra     | 2009 - 2011 |
| Stoke City         | Inglaterra     | 2011 - 2015 |
| Hull City          | Inglaterra     | 2015        |
| Philadelphia Union | Estados Unidos | 2015        |
| Miami F. C.        | Estados Unidos | 2016        |
| Olimpia            | Honduras       | 2018 - 2019 |
| Real Sociedad      | Honduras       | 2019        |

## Palmarés

### Campeonatos nacionales
| Título                              | Club                   | País     | Año  |
| ----------------------------------- | ---------------------- | -------- | ---- |
| Liga Nacional de Fútbol de Honduras | Club Deportivo Olimpia | Honduras | 2004 |
| Liga Nacional de Fútbol de Honduras | Club Deportivo Olimpia | Honduras | 2005 |
| Liga Nacional de Fútbol de Honduras | Club Deportivo Olimpia | Honduras | 2006 |